# Francisco Pelliza
Francisco Pelliza (Buenos Aires, 1792-1879) fue un militar argentino de la guerra de independencia.

## Biografía
Formó parte del Ejército del Norte al mando de Manuel Belgrano y fue tomado prisionero en la Batalla de Ayohuma, en 1813. Su prisión duró hasta el año 1820, en el cual fue liberado en un cambio de prisioneros por el general José de San Martín. Se incorporó al ejército en el Perú y fue ascendido al grado de capitán.
Se retiró del ejército con el grado de Sargento Mayor. Estaba casado con María Fernández.